# Myzomela caledonica
Papa-mel-da-nova-caledónia ou suga-mel-da-nova-caledónia (Myzomela caledonica) é uma espécie de ave da família Meliphagidae.
É endémica de Nova Caledónia.